# Swanton Novers
Swanton Novers is een civil parish in het bestuurlijke gebied North Norfolk, in het Engelse graafschap Norfolk met 239 inwoners.